# Petrinja

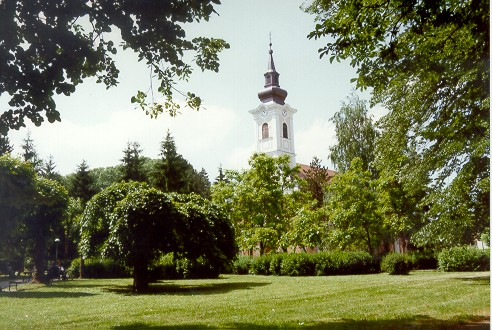
Park

Petrinja (Hongaars: Petrinya; Duits, Latijn en Italiaans: Petrinia; Servisch: Петриња) is een stad en gemeente in de Kroatische provincie Sisak-Moslavina.
Petrinja telt 13.801 inwoners. De oppervlakte bedraagt 40 km², de bevolkingsdichtheid is 345 inwoners per km².
Op 29 december 2020 werd de regio rond Petrinja getroffen door een aardbeving met een kracht van 6,4 op de schaal van Richter met meerdere naschokken.

## Plaatsen in de gemeente
Begovići, Bijelnik, Blinja, Brest Pokupski, Cepeliš, Čuntić, Deanovići, Dodoši, Donja Bačuga, Donja Budičina, Donja Mlinoga, Donja Pastuša, Donje Mokrice, Dragotinci, Dumače, Glinska Poljana, Gora, Gornja Bačuga, Gornja Mlinoga, Gornja Pastuša, Gornje Mokrice, Graberje, Grabovac Banski, Hrastovica, Hrvatski Čuntić, Jabukovac, Jošavica, Klinac, Kraljevčani, Križ Hrastovački, Luščani, Mačkovo Selo, Mala Gorica, Međurače, Miočinovići, Mošćenica, Moštanica, Nebojan, Nova Drenčina, Novi Farkašić, Novo Selište, Pecki, Petkovac, Petrinja, Prnjavor Čuntićki, Sibić, Slana, Srednje Mokrice, Strašnik, Stražbenica, Taborište, Tremušnjak, Veliki Šušnjar, Vratečko en Župić.
Steden (gradovi): Sisak · Glina · Hrvatska Kostajnica · Kutina · Novska · Petrinja

Gemeenten (općine): Donji Kukuruzari · Dvor · Gvozd · Hrvatska Dubica · Jasenovac · Lekenik · Lipovljani · Majur · Martinska Ves · Popovača · Sunja · Topusko · Velika Ludina